# St. Laurentius (Loburg)

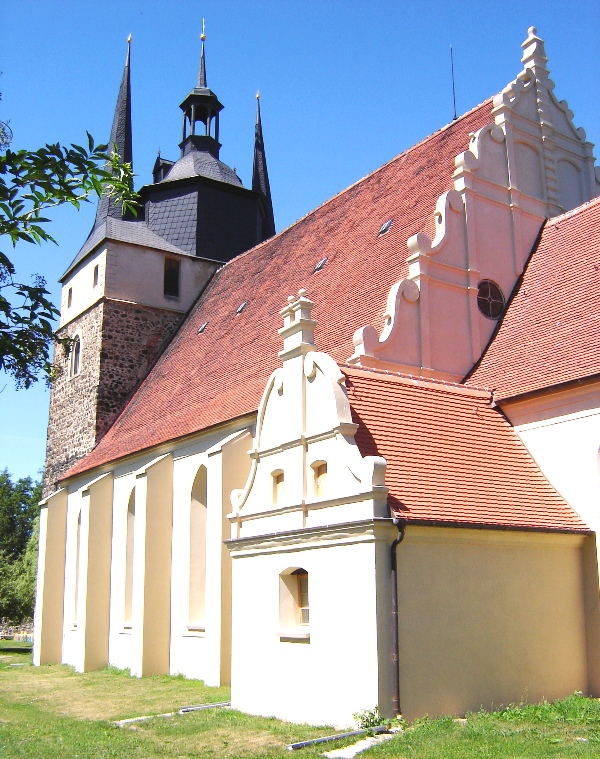
Außenansicht von St. Laurentius

Die Laurentiuskirche ist ein Kirchengebäude im Ortsteil Loburg der Stadt Möckern Loburg.

## Geschichte

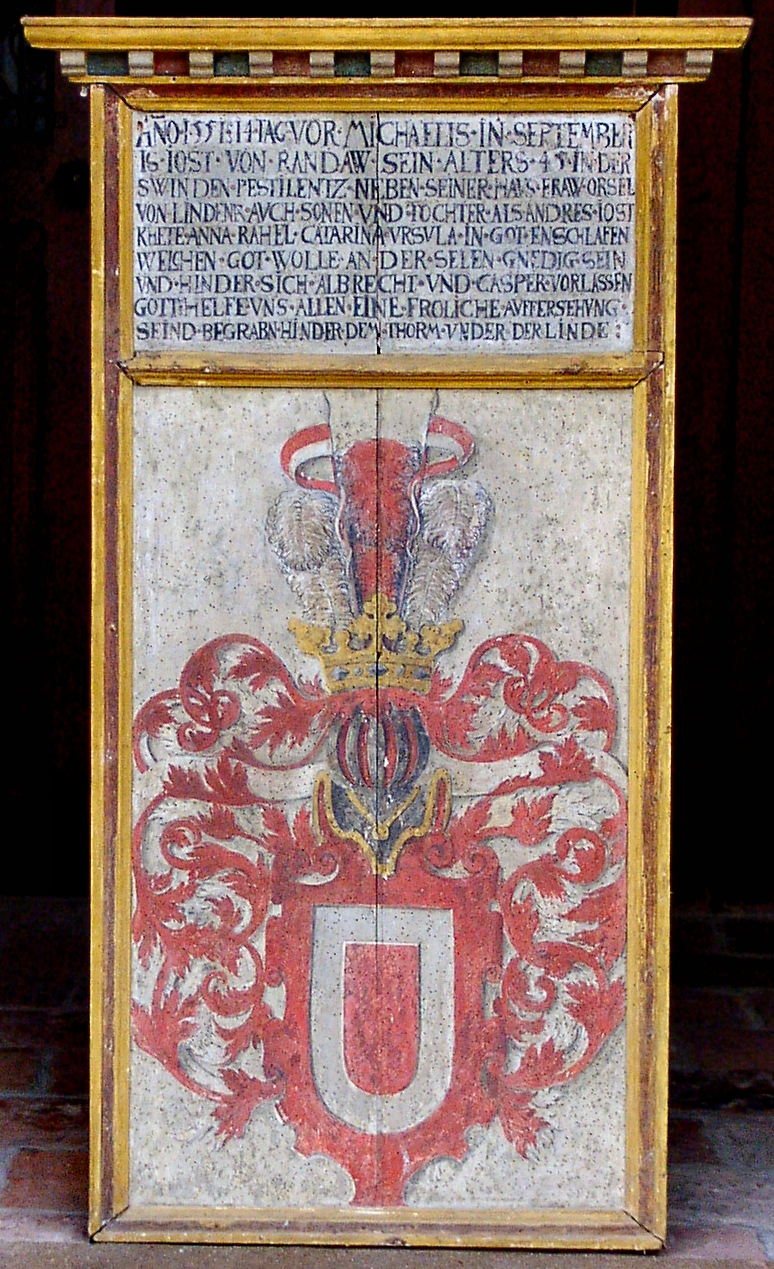
Epitaph des Jobst von Randow von 1552 in der St. Laurentius-Kirche

Sie stand einst im Dorf Möckernitz, aus dem im Mittelalter die Stadt Loburg entstand. Dort gab es bereits im 10. Jahrhundert eine Kirche, die jedoch während des Slawenaufstandes von 983 zerstört wurde. 1212 war der Wiederaufbau im romanischen Baustil abgeschlossen. Aus dieser Zeit ist der quereckige Unterbau des Kirchturms heute noch erhalten. Erste Umbauten erfolgte während der Zeit der Gotik, als das dreischiffige Kirchenschiff und der Altarraum neu entstanden. Aus dieser Epoche sind die Spitzbogenfenster in der Ostwand des Altarraums geblieben.
1569 veranlasste der in Loburg ansässige Rittergutsbesitzer Eustachius von Wulffen einen erneuten umfangreichen Umbau. Zunächst wurden alle Giebel mit spiralförmigen Abtreppungen im Stil der Niederländischen Renaissance geschmückt, und der Turm wurde mit den drei Spitzen versehen, die ihm noch heute ein markantes Aussehen verleihen. Ab 1581 wurde das Kirchenschiff zu einem Saalbau umgebaut, der mit einem hölzernen Tonnengewölbe mit aufgesetzten Rippenverzierungen abgeschlossen wurde. 1737 wurden weitere Veränderungen vorgenommen, so wurden die Fenster des Kirchenschiffs verlängert und Emporen eingebaut. 1747 entstand nordöstlich der Kirche ein Pfarrhaus.

## Ausstattung

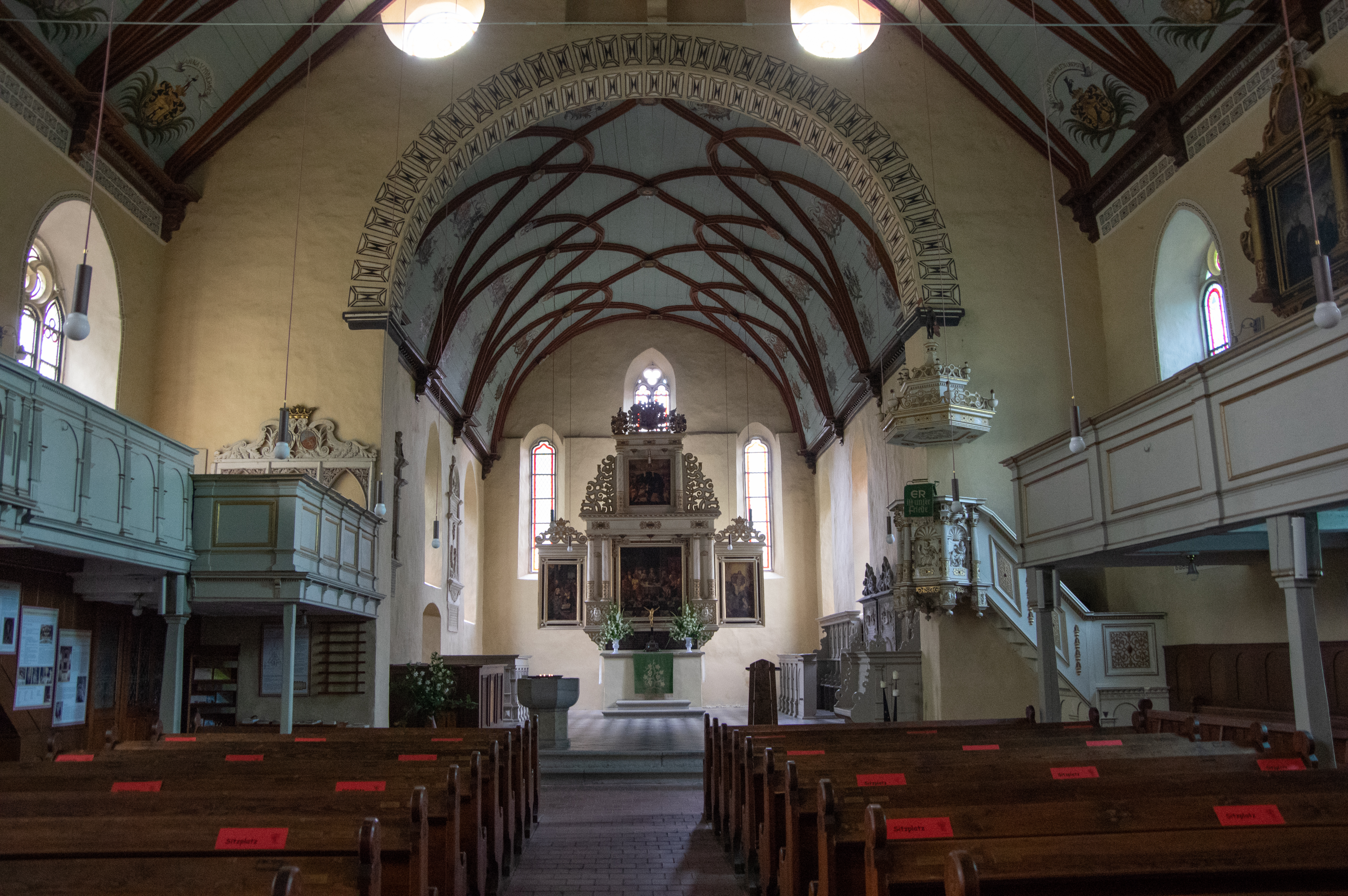
Inneres

Die Decke der Kirche ist mit Wappen von Adelsfamilien bemalt, die ehemals Besitz in Loburg hatten. An den Wänden sind mehrere Epitaphe, darunter eine schlichte, bemalte Holztafel für einen Jobst von Randow, seine Ehefrau und sechs seiner Kinder, die alle 1551 an der „swinden Pestilenz“ gestorben sind.
Zu den bemerkenswerten Ausstattungsstücken gehören der zweistufige Altaraufsatz und die vieleckige, fußlose Kanzel mit Schalldeckel, die beide wahrscheinlich von der gleichen Werkstatt Ende des 16. Jahrhunderts gefertigt wurden.

### Orgel

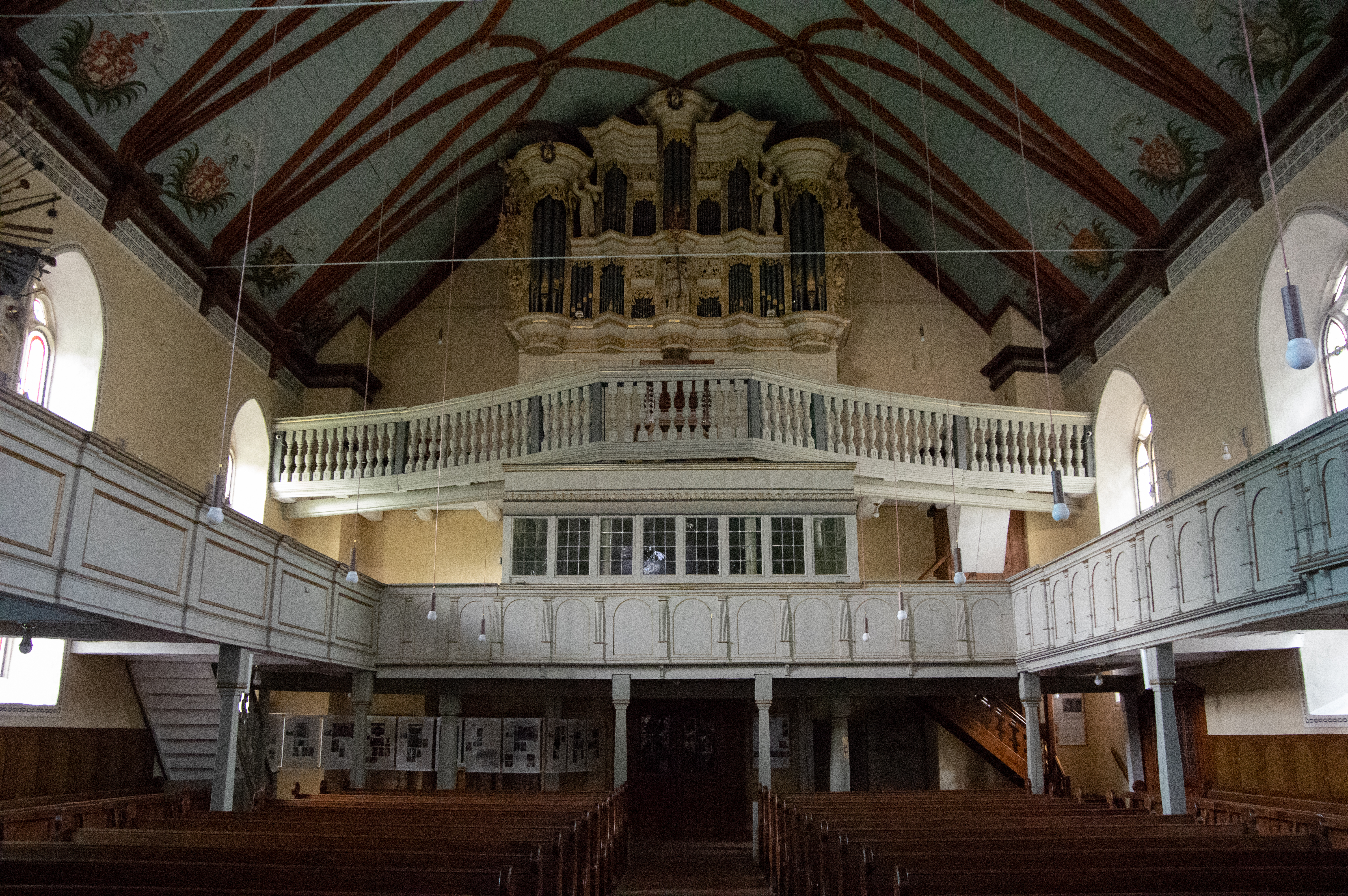
Blick zur Orgelempore

Wertvollster Gegenstand ist die zwischen 1679 und 1705 von dem Mecklenburger Andreas Kahrling geschaffene Orgel. Sie zählt zu den bedeutendsten Barockorgeln im norddeutschen Raum. Das Orgelgehäuse stammt aus dem Jahr 1705. Das Schleifladen-Instrument hat 19 Register auf zwei Manualen und Pedal. Die Spiel- und Registertraktur ist mechanisch. Die Orgel wurde von 2002 bis 2005 in mehreren Bauabschnitten von der Firma Schuke (Potsdam) unter der Leitung von Klaus-Michael Schreiber umfassend restauriert und auf die ursprüngliche Disposition zurückgeführt.
| I Oberwerk C,D–c3 |              |    |
| 1.                | Principal    | 8′ |
| 2.                | Gedact       | 8′ |
| 3.                | Octav        | 4′ |
| 4.                | Quinta       | 3′ |
| 5.                | Octav        | 2′ |
| 6.                | Octav        | 1′ |
| 7.                | Mixtur III-V |    |
| 8.                | Trompett     | 8′ |

| II Brustwerk C,D–c3 |            |    |
| 9.                  | Gedact     | 8′ |
| 10.                 | Principal  | 4′ |
| 11.                 | Floit      | 4′ |
| 12.                 | Octave     | 2′ |
| 13.                 | Floit      | 2′ |
| 14.                 | Mixtur III |    |

| Pedal C,D–c1 |            |     |
| 15.          | Subbass    | 16′ |
| 16.          | Principal  | 8′  |
| 17.          | Mixtur III |     |
| 18.          | Cornet     | 2′  |
| 19.          | Posaun     | 16′ |

- Nebenzüge: 3 Sperrventile, Calcantenrufer